# Gui II de Rochefort
Gui II de Rochefort est un comte de Rochefort du XIIe siècle de la famille de Montlhéry et fils de Gui Ier de Montlhéry, comte de Rochefort, et d'Elisabethy de Crécy, comte de Rochefort, seigneur de Gournay.
Il est décédé en 1111.